# Quint Hortensi Corbió
Quint Hortensi Corbió (en llatí Quintus Hortensius Corbio Q. F. Q. N.) va ser un romà de rang senatorial, fill de Quint Hortensi Hortal (Quintus Hortensius Hortalus).
Sembla que va col·laborar amb el seu pare però les seves qualitats eren molt reduïdes. Valeri Màxim diu que es va enfonsar cap al nivells més baixos. Executat el seu pare es va lliurar de moment però la seva sort final és desconeguda.